# Březí (Boemia meridionale)
Březí è un comune della Repubblica Ceca facente parte del distretto di Strakonice, in Boemia Meridionale.